# لاماسکو (کنتاکی)
لاماسکو (به انگلیسی: Lamasco) یک منطقهٔ مسکونی در ایالات متحده آمریکا است که در شهرستان لیون، کنتاکی واقع شده‌است. لاماسکو ۱۷۰٫۹۹ متر بالاتر از سطح دریا قرار دارد.